# Historia Plantarum universalis
Historia Plantarum universalis é um livro com ilustrações e descrições botânicas que foi escrito pelo botânico e médico suíço Johann Bauhin.
Historia plantarum universalis é um tratado de tudo o que sobre botânica era conhecido no seu tempo e no qual eram descritas 5 mil espécies. Ainda que incompleto na data da morte do autor, foi sendo publicando em Yverdon entre os anos de 1650-1651.